# 鄭元祐
鄭元祐（1292年—1364年），一作元佑，依《四庫全書總目提要》和其書法，當為元祐，字明德，遂昌（今浙江丽水遂昌）人。
鄭元祐的父鄭希遠徙居钱塘，後又流寓平江。鄭元祐幼年右臂受傷，遂以左手寫字，能左手作楷書，世稱一絕，自號尚左生。至正十七年（1357年）被任命為平江路儒學教授，升遷為江浙儒學提舉，学者称遂昌先生。其集以僑吳名，卒于惠宗至正二十四年。著有《遂昌雜錄》一卷。曾題跋於趙孟頫《臨韓干相馬圖卷》、王羲之《感懷帖》。